# Heather Bansley
Heather Bansley (13 de setembro de 1987) é uma jogadora de vôlei de praia canadense.

## Carreira
Nos Jogos Olímpicos de Verão de 2016 ela representou  seu país ao lado de Sarah Pavan, caindo nas quartas-de-finais.